# Quốc lộ 56
Quốc lộ 56, trước đây là liên tỉnh lộ 2, là con đường nối thị xã Phú Mỹ, thành phố Hồ Chí Minh với thành phố Long Khánh, tỉnh Đồng Nai, dài khoảng 58km.
Đường được xây dựng ban đầu là đường Hòa Long - Long Khánh. Đoạn qua tỉnh Long Khánh cũ được cán đá láng nhựa, đoạn từ cầu suối Sóc đến Hòa Long là đường đất. Đường đi qua trại Blackhorse và các đồn điền cao su. Quốc lộ 56 khởi đầu tại ngã ba Tân Phong trên đường quốc lộ 1. điểm cuối trước đây là giao lộ với tỉnh lộ 52 tỉnh Bà Rịa Vũng Tàu, sau khi khánh thành đường tránh quốc lộ 56, hiện nay điểm cuối được xác định là ngã tư Láng Cát giao với quốc lộ 51. 
Độ dài một số tuyến đường:
- Đoạn thuộc Thành phố Hồ Chí Minh: 40km
- Đoạn thuộc tỉnh Đồng Nai: 18km.

Bề rộng tuyến đường: 12-46m. Số làn xe chạy: 2-10 làn xe. Tốc độ tối đa cho phép: 60km/h - 80km/h. Các điểm đông dân cư: Tân Phong, Nhân Nghĩa, Long Giao, Kim Long, Ngãi Giao, Bà Rịa.